# 2117-es mellékút (Magyarország)
A 2117-es számú mellékút egy közel tíz kilométer hosszú, négy számjegyű mellékút Nógrád vármegye és a Cserhát hegység nyugati részén.

## Nyomvonala
Érsekvadkerten ágazik ki a 22-es főútból, annak a 8. kilométere közelében; tulajdonképpen a Pataktól odáig húzódó 2203-as út egyenes folytatása délkelet felé. Egy kilométeren át a Vadkerti-patak mellett halad, majd keresztezi azt és kissé délebbre fordul. 3. kilométerénél keresztezi a Dobordali-patakot, majd még más kisebb vízfolyásokat, utána a 4. kilométerénél Szátok területére ér. Néhány méterrel az 5. kilométere után, a falu temetője mellett becsatlakozik hozzá a 21 126-os út, majd a hatodik kilométerénél még délebbre fordul és keresztezi a falu fő patakját, a Nedves-árkot. 9,5 kilométer után, Romhány központjában ér véget, a 2116-os útba csatlakozva, körülbelül annak hatodik kilométerénél.